# Zoubiria
Zoubiria (em árabe: الزبيرية) é uma comuna localizada na província de Médéa, Argélia. De acordo com o censo de 2008, a população total da cidade era de 9 236 habitantes.